# Aspiran
Aspiran is een gemeente in het Franse departement Hérault (regio Occitanie). De plaats maakt deel uit van het arrondissement Lodève. Aspiran telde op 1 januari 2022 1.682 inwoners.

## Geografie
De oppervlakte van Aspiran bedroeg op 1 januari 2022 16,13 vierkante kilometer; de bevolkingsdichtheid was toen 104,3 inwoners per km².

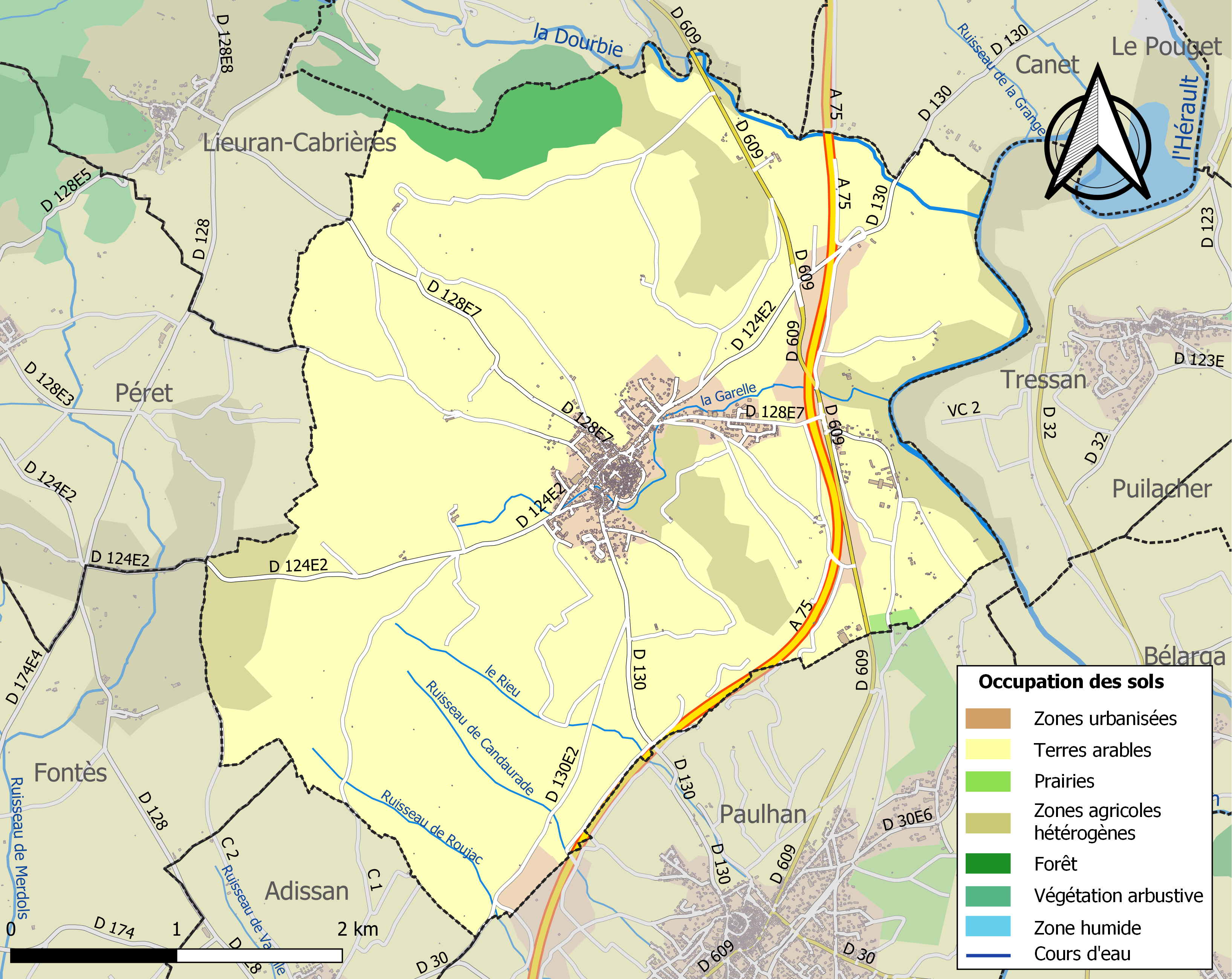
Kaart van de gemeente met belangrijkste infrastructuur, bodemgebruik en omliggende gemeenten

## Demografie
Onderstaande figuur toont het verloop van het inwonertal (bron: INSEE-tellingen).